# Malpartida (Narros de Matalayegua)
Malpartida es una entidad de población española, hoy día despoblada, del municipio de Narros de Matalayegua, perteneciente a la provincia de Salamanca, en la comunidad autónoma de Castilla y León.

## Historia
Hacia mediados del siglo XIX, el lugar, una alquería, ya pertenecía al municipio de Narros de Matalayegua. Aparece descrito en el undécimo volumen del Diccionario geográfico-estadístico-histórico de España y sus posesiones de Ultramar de Pascual Madoz con las siguientes palabras:

MALPARTIDA: alq. dependiente del ayunt. de Narros de Matalayegua en la prov. de Salamanca, part. jud. de Sequeros. sit. en un pequeño cerro dominado por otro de mas elevacion. Tiene una fuente perenne con una pequeña charca. El terr. es tenaz, pero muy á propósito para el gandao vacuno, formando una buena dehesa.
(Madoz, 1848, p. 113)

En 2023, la entidad singular de población de Malpartida tenía empadronados 0 habitantes.